# 모리시마 쓰카사
모리시마 쓰카사(일본어: 森島 司, 1997년 4월 25일 ~ )는 일본의 축구 선수이다.

## 구단 경력
그는 2016년 J1리그의 산프레체 히로시마에 입단했다. 2018년에 J1리그 준우승, 2022년에 J리그컵 우승을 차지했다. 2023년까지 153경기에 출전하여, 19득점을 넣었다. 2023년 나고야 그램퍼스로 이적했다. 2024년에 J리그컵 우승을 차지했다.

## 국가대표팀 경력
그는 2018년 AFC U-23 축구 선수권 대회에 참가할 일본 U-23 국가대표팀에 발탁되었다.
2019년 EAFF E-1 풋볼 챔피언십에 참가할 일본 국가대표팀에 발탁되었으며, 12월 10일 중국와의 경기에서 데뷔했다.
2020년 AFC U-23 축구 선수권 대회에도 출전했다.
2022년 EAFF E-1 풋볼 챔피언십 우승에 기여했다. 그는 2022년까지 국제 A매치 통산 4경기에 출전했다.

## 통계
| 일본 | 일본 | 일본 |
| 연도 | 출전 | 득점 |
| ---- | ---- | ---- |
| 2019 | 2    | 0    |
| 2020 | 0    | 0    |
| 2021 | 0    | 0    |
| 2022 | 2    | 0    |
| 통산 | 4    | 0    |